# Kitab al-wadih bi-l-haqq
 (juillet 2024).
Le Kitāb al-wāḍiḥ bi-l-ḥaqq ( arabe : كتاب الواضح بالحق  </link> ), connu en latin sous le nom de Liber denudationis, est un traité apologétique copto-arabe contre l'Islam. Il a été écrit par un musulman converti au christianisme, Būluṣ ibn Rajāʾ, vers 1010 dans l'Égypte Fāṭimide. Son objectif est de fournir une réfutation de l’Islam sur la base du Coran et des ḥadīth donc de la tradition. Il fut traduit en latin au XIIIe siècle, probablement à Tolède. Il a eu une bien plus grande influence dans la traduction que dans sa langue originale.

## Titre
Le Kitāb al-wāḍiḥ bi-l-ḥaqq porte un titre compliqué. Le titre arabe est difficile à traduire et l'a été de nombreuses façons. Le mot kitāb signifie « livre » et al-Wāḍiḥ était le surnom de l'auteur, signifiant « celui qui expose », « celui qui clarifie », « celui qui expose », ou « celui qui dévoile ». L'expression bi-l-ḥaqq rappelle certains passages du Coran qui font référence au kitāb bi-l-ḥaqq . Cela peut être traduit par « un livre [ou une écriture] concernant [la] vérité » ou bien par une expression emphatique, « le livre en vérité ». Cela semble indiquer, soit que l’œuvre est vraie (par implication, plus vraie que le Coran), soit qu’il s’agit en quelque sorte d’une révélation divinement inspirée.
Dans son dernier ouvrage, David Bertaina traduit le titre par The Truthful Exposer, bien qu'il ait auparavant opté pour Clarity in Truth . Il suggère le livre de l'exposant avec la vérité ou le livre véridique de l'exposant comme options légèrement plus littérales. Le titre a également été traduit par Book of Evidence ;  ou Livre d'al-Wāḍiḥ, le prenant pour une référence à l'auteur ainsi que Livre de Ce qui est clair . Selon l' Histoire des patriarches d'Alexandrie, le Kitāb al-wāḍiḥ était également connu sous le nom d' al-Iʿtirāf, « La Confession ». Ce titre alternatif se retrouve également dans les colophons de deux manuscrits.
Le titre complet choisi par le traducteur latin, Liber denudationis siue ostensionis aut patefaciens, signifie « Livre de "dénudation" ou d'exposition, ou du révélateur ». Il peut être dérivé du titre alternatif Hatk al-Maḥjūb parfois donné au Kitāb, qui signifie « Dévoilement du voilé ». Ramon Llull appelle l'ouvrage le Liber Telif. À un moment donné au XVIIe siècle, une glose fut ajoutée au seul manuscrit latin, lui donnant le titre Contrarietas alfolica, signifiant « le désaccord des fuqahā », c'est-à-dire des juristes islamiques. Ce titre pourrait être une traduction du terme arabe ikhtilāf al-fuqahā . Une corruption de ikhtilāf peut expliquer le mot Telif de Lull. Alternativement, il peut dériver de l'arabe tālif al-fuqahā, « destructeur des légistes », un jeu sur le terme établi avec un sens plus fort. Contrarietas alfolica fut longtemps le titre sous lequel il était connu des érudits. Cela vient d'une expression du premier chapitre ( contrarietate elfolicha ).

## Contenu

### Subdivisions
Les divisions des chapitres et les titres des versions arabe et latine semblent être des ajouts ultérieurs des scribes à l'original. La version arabe est divisée en trente chapitres, plus une introduction, une conclusion et une annexe. Certains chapitres arabes n'ont pas de titre. La version latine est divisée en douze chapitres. Le premier chapitre est introductif. Malgré cette différence de division, l’ordre du contenu est le même.
David Bertaina divise son édition arabe-anglais en 254 sections numérotées. Charles Lohr considère l'ouvrage latin comme étant naturellement divisé en cinq sections : les chapitres 1 à 2 sont une introduction, 3 à 5 concernent Muḥammad, 6 à 9 concernent le Coran, 10 est une défense de la doctrine chrétienne et 11 à 12 sont des annexes.

### Synopsis
L'ouvrage débute par une invocation chrétienne rappelant la basmala islamique.
Au nom du Père, le Père des siècles, et du Fils, le Fils de la Résurrection, et du Saint-Esprit, Celui qui redonne la vie à ceux qui sont dans les tombeaux, unis dans la Trinité, triple dans l'unité, le Seigneur des seigneurs. et le Dieu du monde et des siècles.
L'introduction se poursuit par la louange de Dieu, une explication de la conversion de l'auteur et le but de son écriture, qui est de « clarifier à mes adversaires leur erreur et leur incrédulité » sur la base du Coran et des ḥadīth.
Ibn Rajāʾ classe les musulmans en quatre catégories : ceux contraints par la violence ; les croyants sincères, trompés par Satan ; de simples adeptes, qui continuent dans la foi de leurs parents sans véritable croyance parce que c'est mieux que le paganisme ; et ceux qui suivent l'Islam pour des raisons mondaines. Il cite ensuite un ḥadīth selon lequel Mahomet prédisait que ses disciples se diviseraient en 73 sectes, dont une seule serait sauvée. Chaque musulman croit qu’il fait partie des sauvés.
La Bible chrétienne est défendue contre les affirmations musulmanes selon lesquelles elle est corrompue. Ceci est suivi d'une attaque contre la prophétie de Mahomet, qui n'est anticipée ni dans l'Ancien ni dans le Nouveau Testament. Ibn Rajāʾ cite des ḥadīths pour montrer que Mahomet n'a pas accompli de miracles. Puisque son ministère ne reposait sur aucune révélation antérieure, ni aucun miracle, il dépendait de la coercition ( jihād ). La seule catégorie biblique qui correspond à Mahomet est celle de faux prophète.
Ibn Rajāʾ décrit Muḥammad comme ayant été éduqué par le moine chrétien Baḥīrā et deux rabbins juifs. Le Coran a été compilé après sa mort. Il y avait à l'origine sept versions contradictoires jusqu'à ce qu'Abū Bakr en sélectionne une et détruise les autres. Il cite le Coran (3:7) pour montrer que Muḥammad lui-même ne l’a pas entièrement compris. Il critique particulièrement les pratiques matrimoniales de Muḥammad (son engouement pour Māriya al-Qibṭiyya, sa répudiation de Sawda bint Zamʿa et son mariage avec la divorcée Zaynab bint Jaḥsh). De plus, Mahomet ne pouvait parler que l'arabe, alors que les Apôtres avaient reçu le don des langues à la Pentecôte. Cela n’indique pas vraiment qu’il avait une mission universelle.
La critique de Mahomet en tant que prophète est suivie d'une critique approfondie du Coran, que Thomas Burman appelle la « partie la plus ennuyeuse et la plus mesquine de tout le tract ». De nombreuses contradictions sont revendiquées. Les vies de Mahomet et de Jésus sont comparées dans le but de montrer que Jésus est un prophète supérieur et que le Coran lui-même désigne Jésus comme le Fils de Dieu. Ibn Rajāʾ propose ensuite une défense de la doctrine de l'Incarnation et de la Crucifixion.
La partie principale du livre se termine par une série de critiques du Ḥajj (basées en partie sur l'expérience personnelle), de l'interdiction islamique du vin et du voyage nocturne de Mahomet. Il est suivi d'une courte conclusion et d'une annexe démontrant davantage de contradictions dans le Coran.

### Sources
Le Coran a eu une profonde influence sur le style du Kitāb arabe. Ibn Rajāʾ le cite environ 170 fois et près de la moitié des chapitres du texte arabe en parlent. Il cite environ 30 ḥadīths distincts, parmi lesquels des sunnites et des ismāʿīlī. Il ne donne un isnad (une ligne de transmission) complet pour un ḥadīth qu’à douze reprises. Il cite huit érudits égyptiens contemporains comme sources, dont son père. Il cite également le tafsīr (commentaires).
Ibn Rajāʾ n'était pas opposé à l'utilisation des conflits intra-islamiques. Il utilise des arguments ismāʿīlī et muʿtazilī contre les sunnites. Il semble avoir été familier et avoir utilisé les Désaccords des juristes d' al-Qāḍī al-Nuʿmān, le Traité d'Ibn Qutayba sur les différences entre les Ḥadīth et les arguments d'Ibrāhīm al-Naẓẓām. Il cite des ḥadīths anti- omeyyades d'origine shīʿite, dont un qui prétend que le calife Muʿāwiya I est mort chrétien avec une croix d'or autour du cou. Il cite également plusieurs événements qui témoignent d'une connaissance de l'histoire islamique, notamment le sac de La Mecque en 930 par le leader qarmate al-Jannābī.

## Histoire du texte

### Date et paternité
Le Kitāb a été écrit au plus tôt en août 1009, car il fait référence aux 400 ans qui se sont écoulés depuis que, selon un ḥadīth, Mahomet a prophétisé que la fin du monde aurait lieu dans 100 ans. Cela fait presque certainement référence à l'année 400 du calendrier islamique, qui a commencé en août 1009. Le livre fut probablement achevé en 1012. Il a été écrit pendant – et probablement en réponse – à une intense période de persécution des chrétiens initiée par le calife al-Ḥākim ( r. 996-1021 ).
L'auteur du Kitāb était Būluṣ ibn Rajāʾ . Il est né au Caire dans une famille musulmane dans les années 950 et a reçu une éducation islamique. Dans les années 980, il se convertit au christianisme copte, devenant moine puis prêtre. Il a écrit deux autres ouvrages, également en arabe. Il ne connaissait pas le copte. Il écrivit le Kitāb dans le monastère de Saint Macaire le Grand dans le Wādī al-Naṭrūn.

### Circulation dans le monde arabe
La manière dont le Kitāb s’est répandu en dehors de l’Égypte est inconnue. Le monastère syro-égyptien de Dayr al-Suryān est peut-être le vecteur par lequel il s'est transmis au monde syriaque. Il circulait aussi bien parmi les syriaques orthodoxes que parmi les maronites. Le Kitāb arabe a été transmis à un moment donné à l'Espagne islamique, où il a circulé parmi les Mozarabes, chrétiens de langue arabe. En 1013-1014, al-Ḥākim autorisa les chrétiens à quitter l’Égypte avec leurs biens. Il est possible qu'une copie du Kitāb ait été apportée en Occident par des réfugiés à cette époque. Certains textes copto-arabes semblent avoir été importés en Occident à la suite de contacts coptes-occidentaux pendant les croisades, en particulier la cinquième croisade (1217-1221).
Il y a quelques passages dans la version latine qui sont absents dans la version arabe survivante, mais qui sont probablement originaux. La version arabe a peut-être circulé dans des recensions longues et courtes. Seule la dernière étant conservée en arabe mais la première étant partiellement conservée (abrégée) dans la traduction latine. Quelques divergences mineures entre les textes arabes et latins peuvent également résulter de différentes recensions arabes.

### Traduction latine
Le consensus scientifique est que la traduction latine a été réalisée en Espagne au XIIIe siècle. Il se peut qu'il ait été traduit par Marc de Tolède ou son équipe vers 1210. Dans l'unique manuscrit latin, le Liber est copié d'après la traduction latine du Coran par Marc. Une autre suggestion est qu'il a été traduit par des dominicains sous le patronage de l'archevêque Rodrigo Jiménez de Rada de Tolède ( r. 1209-1247 ). Si Ramon Martí, qui a utilisé l'ouvrage, avait devant lui le texte latin plutôt que l'arabe, alors il a été traduit avant 1256. Sinon, le terminus ante quem est 1299.
La traduction latine est une traduction littérale et non une paraphrase. Le scribe de l'unique exemplaire survivant note que le « traducteur… a traduit mot à mot ». Le scribe admet cependant avoir omis certains éléments, notamment tous les chapitres 5 et 11. Le treizième et dernier chapitre de la version latine est en fait une critique de l'Islam tirée des œuvres de Petrus Alfonsi du XIIe siècle. Son inclusion peut être une erreur du scribe. De plus, la version latine contient quelques courts apartés polémiques et des gloses introuvables dans l'original. L'un des ajouts les plus importants à la version latine est un argument contre le miracle de la division de la Lune, qui soutient que le miracle aurait provoqué des raz-de-marée massifs et, est incompatible avec ce que l'on sait de la taille de la Lune d'Aristote. Dans un cas, le traducteur a changé la déclaration théologiquement monophysite d'Ibn Rajāʾ selon laquelle Jésus « était un Dieu parfaitement incarné avec une nature, une hypostase et une volonté » en « le Dieu parfait et unique incarné avec deux natures et deux volontés, une divine et une humain". Dans l'ensemble, le texte latin a été conçu pour mieux s'aligner sur les intérêts et les croyances d'un public catholique.

### Manuscrits
Le Kitāb est conservé en tout ou en partie dans quatre manuscrits arabes. La seule copie arabe complète se trouvait dans une collection privée au Caire, mais on ignore où elle se trouve actuellement. Une photocopie du manuscrit existe et a été numérisée. Il s'agit d'une copie tardive, datant du XVIIIe ou du XIXe siècle, mais son contenu est exact là où il peut être vérifié par rapport à d'autres sources.[pas clair].
Les chapitres 21 à 26 du Kitāb sont contenus dans un manuscrit copié au monastère maronite de Notre-Dame de Qannūbīn en 1470. Il se trouve désormais à Paris, Bibliothèque nationale de France, sous le nom de "Syriaque 203". Il est écrit en Garshuni, c'est-à-dire en arabe en écriture syriaque, spécifiquement en Serto. L'introduction et la plupart des chapitres 1 à 3 sont contenus dans le manuscrit d'Alep (Fondation Georges et Mathilde Salem, "arabe 202", Sbath 1004), copié en 1565 par le scribe ʿAbd al-Masīḥ al-Mahdī, qui a également copié la biographie d'Ibn Rajāʾ à partir de l' Histoire des Patriarches. Une copie partielle réalisée en 1760 se trouve aujourd'hui au monastère de Saint-Antoine, cataloguée sous le numéro Histoire 11.
La traduction latine du Kitāb survit dans un seul manuscrit, aujourd'hui à Paris à la Bibliothèque nationale de France sous le titre "Latin 3394". Il a été copié en Italie à la fin du XVIe siècle en cursive humaniste. Il a été copié à partir d'un manuscrit ancien, probablement du XIIIe siècle et lui-même copié dans un milieu dominicain. Il comporte de nombreuses annotations ajoutées par une main du XVIIe siècle. Au début du XIVe siècle, Riccoldo da Monte di Croce l'a cité et paraphrasé abondamment dans son Contra legem Sarracenorum, que l'on retrouve dans de nombreux manuscrits. Le manuscrit autographe de Riccoldo existe toujours.

### Éditions et études
Paul Sbath (1887–1945) affirmait dans son livre Fihris qu'il avait réalisé une traduction et une édition française du Kitāb arabe. Il n'a jamais été publié.
Les premiers chercheurs à étudier sérieusement le Kitāb furent Marie-Thérèse d'Alverny et Norman Daniel au milieu du XXe siècle. Ils ne connaissaient que la version latine. Les érudits l'ont donc fait remonter au XIIIe siècle et à un environnement mozarabe, mais ne l'ont pas relié au Kitāb. Thomas Burman a produit une édition latine et une traduction anglaise en 1994. Le consensus scientifique à l'époque de l'édition de Burman était que le Liber avait été composé en arabe par un Mozarabe de Tolède ou des environs. Bien qu'il ait été reconnu que des preuves internes suggèrent qu'il a été composé peu après 1009, les érudits ont préféré une date après la conquête de Tolède par la Castille en 1085, à laquelle un chrétien se sentirait plus libre de critiquer ouvertement l'islam. Burman a placé la composition entre 1050 et 1132 environ, Micheline Di Cesare entre 1085 et 1132.
David Bertaina a identifié pour la première fois le Liber comme une traduction du Kitāb en 2019. Il a publié une édition arabe et une traduction anglaise en 2021.

## Réception

### Public d'origine
Le public visé par Ibn Rajāʾ semble avoir inclus à la fois des chrétiens et des musulmans. Il explique occasionnellement aux lecteurs chrétiens comment répondre aux critiques musulmanes. Parfois, il se réfère aux musulmans en les appelant « eux », tandis que d'autres fois, il les appelle directement « vous ». Son introduction comprend une invocation divine pour la conversion de ses lecteurs musulmans : « Que Dieu vous guide vers Son obéissance comme Il nous a guidés, et vous montre le chemin de la vérité comme Il nous l'a montré, et vous guide vers Sa religion, qu'Il a choisi pour Lui-même, tout comme Il nous a guidés ».
Ibn Rajāʾ était peut-être familier avec les débats entre chrétiens et musulmans en raison de la proximité de son père avec la cour Fāṭimide, où de tels débats ont eu lieu. Sa citation des ḥadīth suggère que les musulmans sunnites et ismāʿīlites faisaient partie de son public cible.

### Influence
Le Kitāb était l’un des ouvrages les plus influents sur l’Islam en Europe occidentale à la fin du Moyen Âge. Il était connu de Ramon Martí (mort en 1284), qui a peut-être utilisé la version arabe pour son Explanatio simboli apostolorum et De seta Machometi. Dans son Liber de fine, Ramon Llull (mort en 1316) utilisa également le texte arabe, qu'il proposa de donner à lire aux captifs musulmans. Lulle montre également une connaissance du texte latin dans son Llibre de la doctrina pueril. Il s'agit peut-être d'une des sources du Livre de l'Échelle de Mahomet, un ouvrage composite du milieu du XIIIe siècle provenant du cercle d'Alphonse X, disponible en espagnol, français et latin. Le plus grand utilisateur du Liber denudationis, cependant, fut Riccoldo da Monte di Croce (mort en 1320), qui en utilise des éléments, parfois textuellement, à 51 reprises dans son Contra legem Sarracenorum et Itinerarium. L'ancien traité fut le principal vecteur de son influence, puisqu'il fut traduit en grec par Demetrios Kydones (mort en 1398), d'où il revint en latin puis en allemand à la demande de Martin Luther.
L'influence du Kitāb provenait de sa citation de sources islamiques et de son exactitude fondamentale. Il était moins utilisé au Moyen-Orient. Il a été clairement utilisé par Bar Hebraeus (mort en 1286) dans son Livre syriaque des Rayons, bien qu'il ne le cite pas. Il a même été cité dans une édition moderne d'un texte chiite, basée sur un manuscrit appartenant autrefois à Marʿashi al-Najafī. La manière dont le Kitāb arabe est devenu connu d’un érudit chiite moderne n’est pas claire.

## Voir également
- Apocalypse arabe de Pierre

## Remarques
1. ↑  Bertaina 2021, p. 24. The Qurʾānic passages are 2:176, 2:213, 3:3, 4:105, 5:48, 39:2 and 42:17.
2. ↑  Bertaina 2021, p. 24.
3. ↑  Frederick 1991.
4. 1 2 3  Swanson 2010.
5. ↑  Bertaina 2020, p. 429; Bertaina 2021, p. 20; Swanson 2010
6. ↑  Bertaina 2021, p. 94–95.
7. ↑  Bertaina 2020, p. 426. Bertaina 2021, p. 24, uses "denudation".
8. ↑  Bertaina 2021, p. 76 n20. Swanson 2010 and Frederick 1991 take Hatk al-Maḥjūb to be the name of a different work.
9. 1 2  Lohr 1968, p. 157.
10. ↑  Burman 2011. Bertaina 2021, p. 76–77, translates it "contradictions of the jurists".
11. ↑  Lohr 1968, p. 158.
12. 1 2  Burman 2011.
13. ↑  Burman 1994, p. 38.
14. 1 2 3 4  Bertaina 2021, p. 85.
15. ↑  Bertaina 2021, p. vi–viii.
16. ↑  Burman 1994, p. 40.
17. ↑  Bertaina 2021, p. 3 n3.
18. ↑  Burman 1994, p. 40; Bertaina 2021, p. 42.
19. ↑  Bertaina 2021, p. 103.
20. ↑  Burman 1994, p. 40. Quotation from Bertaina 2021, p. 105.
21. ↑  Burman 1994, p. 40; Bertaina 2021, p. 105, 107.
22. ↑  Burman 1994, p. 40–41.
23. ↑  Burman 1994, p. 41.
24. ↑  Burman 1994, p. 41–43.
25. ↑  Burman 1994, p. 43–44.
26. ↑  Burman 1994, p. 44.
27. ↑  Bertaina 2021, p. 305–309.
28. ↑  Bertaina 2020, p. 429–430.
29. ↑  Bertaina 2020, p. 430–431.
30. ↑  Bertaina 2021, p. 30–31, 57; Bertaina 2020, p. 432.
31. ↑  Bertaina 2020, p. 432.
32. ↑  Bertaina 2020, p. 433–435.
33. ↑  Bertaina 2021, p. 57–58, 76, 127–129.
34. ↑  Bertaina 2020, p. 431.
35. ↑  Bertaina 2021, p. 25.
36. 1 2  Bertaina 2021, p. 28.
37. ↑  Bertaina 2021, p. 3.
38. ↑  Bertaina 2021, p. 20.
39. ↑  Bertaina 2021, p. 15 n48.
40. ↑  Bertaina 2021, p. 34–35.
41. 1 2  Bertaina 2021, p. 72–73.
42. ↑  Bertaina 2021, p. 76.
43. ↑  Bertaina 2020, p. 438. Bertaina 2021, p. 80, implies that it came to Spain during the Umayyad period (756–1031).
44. ↑  Bertaina 2021, p. 90–92.
45. ↑  Bertaina 2021, p. 78; Bertaina 2020, p. 439.
46. ↑  Bertaina 2021, p. 81; Bertaina 2020, p. 439.
47. ↑  Di Cesare 2012, p. 365 n138.
48. ↑  Di Cesare 2012, p. 365 n138; Burman 1994, p. 47.
49. ↑  Bertaina 2021, p. 87–88.
50. ↑  Bertaina 2021, p. 81.
51. ↑  Bertaina 2021, p. 85–86.
52. ↑  Bertaina 2021, p. 86–87.
53. ↑  Bertaina 2021, p. 87.
54. 1 2  Bertaina 2021, p. 93.
55. ↑  Bertaina 2021, p. 96.
56. ↑  Bertaina 2021, p. 94.
57. ↑  Bertaina 2021, p. 97.
58. ↑  Bertaina 2021, p. 77. On the singularity of this manuscript, see Burman 1994, p. 215 n3.
59. ↑  Burman 1994, p. 217.
60. ↑  Burman 1994, p. 227; Bertaina 2021, p. 77.
61. ↑  Burman 1994, p. 220–221.
62. ↑  Burman 1994, p. 227, who also lists the passages found in Riccoldo in an appendix at pp. 387–388.
63. ↑  Burman 1994, p. 229–231.
64. 1 2  Bertaina 2021, p. 77–79.
65. ↑  Burman 1994, p. 240–385.
66. ↑  Bertaina 2021, p. 78.
67. ↑  Burman 2011; Di Cesare 2012, p. 365.
68. ↑  Bertaina 2021, p. 79: "In 2019, I was investigating possible parallels between Ibn Rajāʾ's Arabic work and earlier polemical texts when I noticed that it contained several similarities to the Latin Liber denudationis as described by Thomas Burman. Upon reading his study and edition, I discovered that the Latin text was a translation of Ibn Rajāʾ's Arabic work. I confirmed this fact with Professor Burman and published my findings."
69. ↑  Bertaina 2021, p. 100–309.
70. ↑  Bertaina 2021, p. 29.
71. ↑  Bertaina 2021, p. 30.
72. ↑  Di Cesare 2012, p. 365; Bertaina 2021, p. 81–82.
73. ↑  Bertaina 2021, p. 82. For more on Llull's use of the Kitāb, see Burman 1991b.
74. ↑  Di Cesare 2012, p. 365.
75. ↑  Echevarría 2005, p. 137.
76. ↑  Bertaina 2021, p. 82–83; Di Cesare 2012, p. 365; Burman 2011.
77. ↑  Bertaina 2021, p. 84; Burman 2011.
78. ↑  Bertaina 2021, p. 74–76.
79. ↑  Bertaina 2021, p. 57–58, 76.